# فاكوندو أرانا
فاكوندو أرانا (بالإسبانية: Facundo Arana)‏ هو ممثل أرجنتيني، ولد في 31 مارس 1972 ببوينس آيرس في الأرجنتين.

## وصلات خارجية
- فاكوندو أرانا على موقع IMDb (الإنجليزية)
- فاكوندو أرانا على موقع روتن توميتوز (الإنجليزية)
- فاكوندو أرانا على موقع ألو سيني (الفرنسية)
- فاكوندو أرانا على موقع ميوزك برينز (الإنجليزية)
- فاكوندو أرانا على موقع أول موفي (الإنجليزية)
- فاكوندو أرانا على موقع ديسكوغز (الإنجليزية)
- فاكوندو أرانا على موقع قاعدة بيانات الفيلم (الإنجليزية)
- فاكوندو أرانا على موقع كينوبويسك (الروسية)